# Nordkaukasische Islamische Universität Imam Abu Hanifa
Die Nordkaukasische Islamische Universität Imam Abu Hanifa (russisch Северо-кавказский исламский университет им. имама Абу Ханифы; Transkription: Sewero-kawkasski islamski uniwersitet im. imama Abu Chanify; wiss. Transliteration: Severo-kavkazskij islamskij universitet im. imama Abu Chanify) ist eine höhere islamische Bildungseinrichtung in der Republik Kabardino-Balkarien. Die nach  Abu Hanifa (699–767) benannte muslimische Bildungseinrichtung befindet sich in Naltschik, der Hauptstadt der russischen Teilrepublik, mit der Adresse: Kabardinskaja ul. 75. Ihr Rektor ist Scharafutdin Tschotschajew, der auch Mitglied im Obersten Religiösen Rat der Kaukasusvölker ist. 2014 fand ein Umzug in ein neues Gebäude statt.
Eine Nordkaukasische Islamische Universität Scheich Muhammad Arif für die Anhänger der schafiitischen Rechtsschule befindet sich in Machatschkala, der Hauptstadt von Dagestan.